# Taula de Dones de les Corts
La Taula de Dones de les Corts és un espai de participació de les dones del districte de les Corts de Barcelona. Hi formen part dones a títol individual o en representació d'altres col·lectius, entitats i partits polítics. És un espai per fer xarxa tot relacionant-se amb altres dones, compartint inquietuds, idees i experiències diverses.
Les activitats i projectes que duu a terme la Taula de Dones de les Corts donen resposta a les demandes, problemes i necessitats que afecten el col·lectiu de dones del districte les Corts, a més de fer-los visible a la resta de la ciutadania. Les activitats d'aquesta xarxa de dones, els seus projectes, reivindicacions, activitats i sessions de formació es fan en diversos espais municipals del districte, com ara el Centre Cívic Tomasa Cuevas, o el Centre Cívic Joan Oliver ‘Pere Quart’.
“Més de vint anys de la Taula de Dones de les Corts” és el nom de l'exposició que es va organitzar per commemorar les dues dècades de contribució de les dones d'aquest col·lectiu al districte. Al llarg d'aquestes més de dues dècades la Taula—amb noms diferents—ha participat en activitats que encara tenen visibilitat a través d'Internet, com ara l'activitat de ciència al mercat, que es va organitzar durant uns anys amb la col·laboració de l'Associació Catalana de Comunicació Científica.
La Taula la convoca el districte de les Corts i tothom que ho vulgui hi pot participar: “La Taula de Dones no és una taula de dos metres, és una taula sense fi, per tant, totes les dones que vulguin venir hi cabran”, diu Mercè de la Torre, membre de la Taula.